# Sacapalca
Sacapalca ist eine Ortschaft und eine Parroquia rural („ländliches Kirchspiel“) im Kanton Gonzanamá der ecuadorianischen Provinz Loja. Die Parroquia besitzt eine Fläche von 111 km². Beim Zensus 2010 wurden 2168 Einwohner gezählt.

## Lage
Die Parroquia Sacapalca liegt in den Anden im Süden von Ecuador. Das Gebiet liegt in Höhen zwischen 900 m und 2600 m. Es hat eine Längsausdehnung in NW-SO-Richtung von 14 km sowie eine maximale Breite von 11 km. Der Río Catamayo fließt entlang der nordwestlichen Verwaltungsgrenze in Richtung Südsüdwest. Der etwa 1520 m hoch gelegene Ort Sacapalca befindet sich etwa 12 km nordwestlich des Kantonhauptorts Gonzanamá sowie 37 km westsüdwestlich der Provinzhauptstadt Loja. Eine 16 km lange Nebenstraße verbindet Sacapalca mit der weiter südlich verlaufenden Fernstraße E69 (Catamayo–Cariamanga).
Die Parroquia Sacapalca grenzt im Nordwesten an das Municipio von Catacocha (Kanton Paltas), im Nordosten an die Parroquia 
Nambacola, im Südosten an die Parroquia Gonzanamá sowie im Süden und im Südwesten an die Parroquia Changaimina.

## Orte und Siedlungen
In der Parroquia gibt es folgende Barrios: Rancho Alegre, Pilancay, Surapo, Piñonales, San Antonio, Sarapanga, Limón Vega, Las Huacas, Santa Esther, Combolo, Chirimoyos, Yasapa, La Vega und Sacairo.

## Geschichte
Die Parroquia Sacapalca wurde am 8. Dezember 1947 gegründet.